# Esther Miller
Esther Ruth Miller (* 10. September 1957 in Edmonton) ist eine ehemalige kanadische Skilangläuferin. 

## Werdegang
Miller belegte bei den nordischen Skiweltmeisterschaften 1974 in Falun den 41. Platz über 5 km und bei den Olympischen Winterspielen 1976 in Innsbruck den 36. Rang über 5 km. Ihre besten Platzierungen bei den nordischen Skiweltmeisterschaften 1978 in Lahti waren der 24. Platz über 20 km und der neunte Rang mit der Staffel. Bei den Olympischen Winterspielen 1980 in Lake Placid lief sie auf den 33. Platz über 10 km und zusammen mit Angela Schmidt-Foster, Shirley Firth und Joan Groothuysen auf den achten Platz in der Staffel. In der Saison 1981/82 holte sie in Štrbské Pleso mit dem 17. Platz über 10 km ihre einzigen Punkte im offiziellen Weltcup. Ihre besten Platzierungen bei den nordischen Skiweltmeisterschaften 1982 in Oslo waren der 26. Platz über 20 km und der siebte Rang mit der Staffel.

## Teilnahmen an Weltmeisterschaften und Olympischen Winterspielen

### Olympische Spiele
- 1976 Innsbruck: 34. Platz 5 km
- 1980 Lake Placid: 8. Platz Staffel, 33. Platz 10 km

### Nordische Skiweltmeisterschaften
- 1974 Falun: 41. Platz 5 km
- 1978 Lahti: 9. Platz Staffel, 24. Platz 20 km, 28. Platz 10 km, 31. Platz 5 km
- 1982 Oslo: 7. Platz Staffel, 26. Platz 20 km, 31. Platz 10 km, 36. Platz 5 km